# 3671 Дионис
3671 Дионис (енгл. 3671 Dionysus) је Аполо астероид. Приближан пречник астероида је 1,5 ,
а средња удаљеност астероида од Сунца износи 2,198 астрономских јединица (АЈ).
Инклинација (нагиб) орбите у односу на раван еклиптике је 13,542 степени, а орбитални период износи 1190,510 дана (3,259 године). Ексцентрицитет орбите астероида износи 0,541.
Апсолутна магнитуда астероида износи 16,3 а геометријски албедо 0,16.
Астероид је откривен 27. маја 1984. године.